# Bryhnia montana
Bryhnia montana là một loài rêu trong họ Brachytheciaceae. Loài này được Takaki mô tả khoa học đầu tiên năm 1956.